# Srebrzelina
Srebrzelina (Nivenia Vent.) – rodzaj roślin należący do rodziny kosaćcowatych (Iridaceae), obejmujący 11 gatunków występujących w południowo-zachodnim Kraju Przylądkowym w Południowej Afryce, głównie na obszarach górskich. Niektóre gatunki uprawiane są jako rośliny ozdobne.

## Morfologia

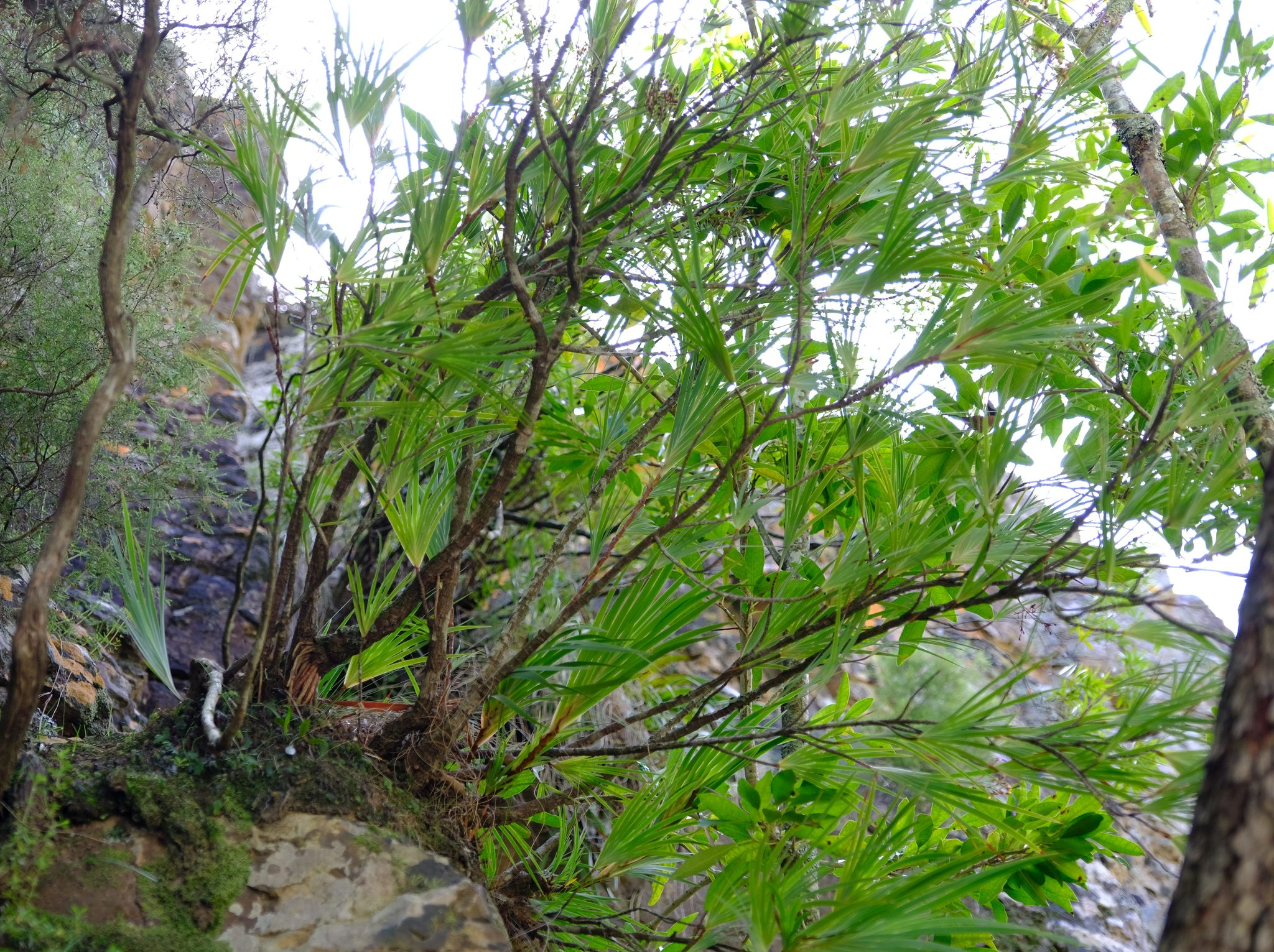
Nivenia dispar

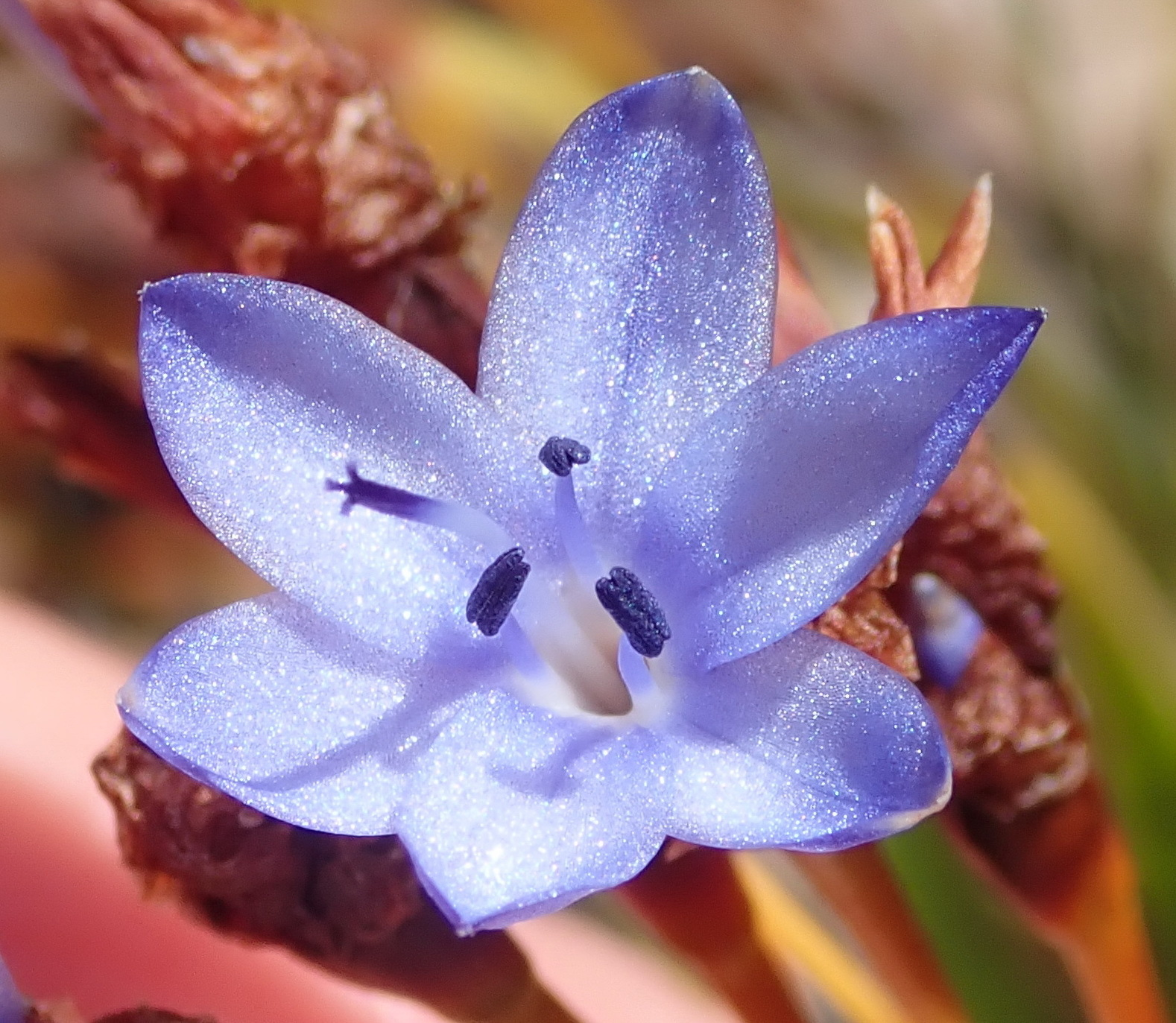
Kwiat Nivenia binata

PokrójWieloletnie, wiecznie zielone krzewy lub półkrzewy,  czasami formujące poduszkowate kępy.
PędyPodziemny, zdrewniały kaudeks. Pędy naziemne od kilku do wielu, wzniesione lub nachylone, spłaszczone, poniżej zaokrąglone, z wyraźnie widocznymi bliznami liściowymi. Główne osie proste, rozgałęzione lub z krótkotrwałymi odnogami pędowymi.
LiścieLancetowate do niemal równowąskich, u nasady tworzące pochwę liściową zamkniętą na około 1 mm, skupione wierzchołkowo, bez żyłki centralnej, żyjące ponad rok. Brzegi blaszki wąsko hialinowe.
KwiatySzypuły spłaszczone, krótkie (szczątkowe u N. fruticosa) i krótsze od liści lub długie i wyrastające ponad poziom liści. Kwiaty zebrane w pseudowiechę z bocznymi odgałęzieniami (przypominającą baldachogrono lub grono). Końcowe odgałęzienia szypuły kończą się parą przeciwstawnych podsadek, wspierających parę lub pojedynczy kwiat (dwurzędka). Podsadki łykowate do mniej więcej suchych, długie, z błoniastymi brzegami lub krótkie i mniej więcej tępe. Przysadki zwykle rzucające się w oczy, zwykle dłuższe od podsadek, łuskowate, srebrzysto-przezroczyste do brązowawych, gładkie lub pomarszczone. Kwiaty siedzące, talerzykowate do lejkowatych, w odcieniach od blado- do intensywnie niebieskiego, zwykle białawe u nasady, bezwonne. Listki okwiatu w dolnej części zrośnięte w rurkę, mniej więcej cylindryczną, rozszerzającą się w kierunku gardzieli, powyżej wolne, lancetowate do eliptycznych lub odwrotniejajowate, niemal równe lub te w wewnętrznym okółku nieco mniejsze, rozpostarte poziomo lub wznoszące się i odgięte (N. fruticosa), lub miseczkowate (N. levynsiae). U niektórych gatunków występuje różnosłupkowość. Nitki pręcików nitkowate, równe lub (u N. argentea) jeden krótszy od dwóch pozostałych, osadzone u nasady listków okwiatu. Główki pręcików skierowane na zewnątrz, po przekwitnięciu wielostronne, żółte do kremowych lub ciemnoniebieskich. Pyłek żółty lub niebieski. Zalążnia mniej więcej kulista, zwykle dwuzalążkowa, rzadziej (N. levynsiae) sześciozarodkowa. Szyjka słupka nitkowata, trójpłatowa (N. argentea) lub rozwidlona na trzy nitkowate łatki, kanalikowe, brodawkowate w całości lub tylko wierzchołkowo (N. concinna).
OwoceDrewniejące torebki ze szczątkowym haczykowatym wyrostkiem. Nasiona tarczowate, spłaszczone, zwykle jedno na komorę, rzadko dwa do czterech u N. levynsiae, nierówne, ciemnobrązowe do czarniawych z półprzezroczystą łupiną, czasami częściowo złuszczoną.

## Biologia
SiedliskoZasiedlają piaskowce w łańcuchu Góry Stołowej.
GenetykaLiczba chromosomów 2n = 32.

## Systematyka
Rodzaj z podrodziny Nivenioideae z rodziny kosaćcowatych (Iridaceae).
Wykaz gatunków
- Nivenia argentea Goldblatt
- Nivenia binata Klatt
- Nivenia concinna N.E.Br.
- Nivenia corymbosa (Ker Gawl.) Baker
- Nivenia dispar N.E.Br.
- Nivenia fruticosa (L.f.) Baker
- Nivenia inaequalis Goldblatt & J.C.Manning
- Nivenia levynsiae Weim.
- Nivenia parviflora Goldblatt
- Nivenia stenosiphon Goldblatt
- Nivenia stokoei (L.Guthrie) N.E.Br.

## Nazewnictwo
Etymologia nazwy naukowejNazwa naukowa rodzaju została nadana na cześć Jamesa Nivena, ogrodnika i kolektora roślin, pracującego dla George'a Hibberta, Lee & Kennedy Vineyard Nursery w Hammersmith w Londynie oraz dla cesarzowej Józefiny, który w latach 1798–1812 przebywał w Kraju Przylądkowym, skąd wysyłał rośliny do ogrodów Europy. Odkrył i sprowadził do Wielkiej Brytanii gatunek typowy rodzaju N. corymbosa.
Nazwy zwyczajowe w języku polskimPo raz pierwszy nazwa srebrzelina jako polska nazwa rodzaju Nivenia pojawiła się w pracy Jakuba Wagi Flora polska.... Nazwa ta została również użyta w wydanym w roku 1894 Słowniku nazwisk zoologicznych i botanicznych polskich... Erazma Majewskiego oraz w Słowniku polskich imion rodzajów oraz wyższych skupień roślin z roku 1900 Józefa Rostafińskiego.
Synonimy taksonomiczne
- Genlisia Reichenbach, Conspectus Regni Vegetabilis 1: 60 (1828)